# Di-n-butylether
Di-n-butylether ist eine chemische Verbindung aus der Gruppe der Ether, genauer der Dibutylether.

## Gewinnung und Darstellung
Di-n-butylether kann durch Kondensation von 1-Butanol mit einer Säure (Schwefelsäure, Salzsäure) als Katalysator gewonnen werden.
Eine weitere Möglichkeit ist die Williamson-Ethersynthese:
{\displaystyle \mathrm {CH_{3}(CH_{2})_{3}ONa+CH_{3}(CH_{2})_{3}Cl\longrightarrow (CH_{3}(CH_{2})_{3})_{2}O+NaCl} }

## Eigenschaften
Di-n-butylether ist eine farblose Flüssigkeit mit fruchtigem Geruch. Seine Geruchsschwelle liegt bei 0,07–0,46 ppm. Die Dampfdruckfunktion ergibt sich nach Antoine entsprechend log10(P) = A−(B/(T+C)) (P in bar, T in K) mit A = 3,93018, B = 1302,768 und C = −81,481 im Temperaturbereich von 362 K bis 413 K.

### Sicherheitstechnische Kenngrößen
Di-n-butylether bildet leicht entzündliche Dampf-Luft-Gemische. Die Verbindung hat einen Flammpunkt von 25 °C. Der Explosionsbereich liegt zwischen 0,9 Vol.‑% (48 g/m3) als untere Explosionsgrenze (UEG) und 8,5 Vol.‑% (460 g/m3) als obere Explosionsgrenze (OEG). Die Grenzspaltweite wurde mit 0,86 mm bestimmt. Es resultiert damit eine Zuordnung in die Explosionsgruppe IIB. Die Zündtemperatur beträgt 175 °C. Der Stoff fällt somit in die Temperaturklasse T4.

## Verwendung
Di-n-butylether wird als Lösungsmittel für Grignard-Reaktionen sowie Fette, Öle, organische Säuren, Alkaloide und anderes eingesetzt. Es dient weiterhin als Konstituent für Katalysatoren für (Co-)Polymerisationen und wird zur Herstellung von Pestiziden (z. B. Cyhexatin) verwendet. Untersuchungen zeigten eine Eignung als Kraftstoff oder als Bestandteil von Kraftstoffen.

## Verwandte Verbindungen
- Di-sec-butylether
- Di-iso-butylether
- Di-tert-butylether